# Columbina buckleyi
La tortolita ecuatoriana, columbina ecuatoriana, tortolita pálida o palomita tierrera (Columbina buckleyi) es una especie de ave en la familia Columbidae. 

## Distribución
Se encuentra en Ecuador y Perú. 

## Hábitat
Su hábitat natural son los bosques secos tropicales o subtropicales y matorrales secos subtropicales o tropicales.